# Всесоюзный командный турнир по шахматам 1927
Всесоюзный командный турнир по шахматам состоялся в Москве в 1927 году. В соревновании приняли участие 11 команд: сборные Белорусской ССР, Украинской ССР, Азербайджанской ССР, Казахской АССР, Узбекской ССР, Москвы и Ленинграда. РСФСР была представлена в турнире четырьмя командами, сформированными по территориальному принципу: сборные Центрально-Промышленной области, Центрально-Чернозёмной области, Северо-Западной области и Уральской области.
Победителем соревнования стала сборная Белорусской ССР. Команда потерпела всего одно поражение (от сборной Ленинграда) и победила в матчах с прямыми конкурентами: сборными Москвы и Центрально-Промышленной области, которые в итоге отстали от белорусов на 4½ очка и разделили 2—3 места.
Лучший результат на 1-й доске показал лидер сборной Москвы С. М. Слоним, набравший 7½ очков из 10 возможных. Второй результат на 1-й доске показал лидер сборной Центрально-Промышленной области Н. Н. Рюмин (6 из 10). Лучшим на 2-й доске стал москвич А. Б. Поляк (8 из 10). Все трое были названы кандидатами на участие в следующем чемпионате СССР (все участвовали в чемпионате страны 1929 г.). Абсолютно лучший результат среди всех участников показал Г. Т. Тышлер, выступавший на 5-й доске сборной Белорусской ССР (9 из 10).
Аналогичное соревнование было проведено ещё в 1929 г. в Одессе (параллельно с чемпионатом СССР). Турниры не нашли дальнейшего продолжения в календаре довоенных соревнований, но явились прообразом командных чемпионатов СССР среди команд союзных республик, регулярно проводившихся с 1948 г.

## Составы команд
В состав команды входили 5 шахматистов, также в большинстве сборных были запасные участники (в составе команд Центрально-Промышленной области и Украинской ССР даже двое). Среди участников было немало шахматистов, впоследствии добившихся значительных успехов в республиканских и всесоюзных соревнованиях.
Запасные участники отделены от основного состава точкой с запятой.

### Белорусская ССР
Сташевский, Блюмберг, Маневич, Силич, Тышлер; Лапидус

### Москва
Слоним, А. Поляк, Розенкранц, Радугин, Длугач; Гейлер

### Центрально-Промышленная область
Рюмин, Белов, Платонов, Фогелевич, Кан; Иглицкий, Е. Никольский

### Ленинград
Б. Успенский, П. Островский, Рагозин, А. Жилин, Б. Юрьев; С. Вайнштейн

### Северо-Западная область
Ривлин, Равинский, Ганичев, Машаров, Питкевиц; Ягдфельд

### Украинская ССР
Вл. Кириллов, Вербицкий, Руссо, Ал-ей Алехин, Тесленко; Жиляев, Анучин

### Азербайджанская ССР
М. Макогонов, Гурвич, Ростовцев, Именитов, Абрамян; Бадай

### Центрально-Чернозёмная область
К. Ильинский, Сивков, Сафонов, Бубнов, Сокольский

### Уральская область
Киселев, Лосев, Алексеев, Матвеев, Родичин

### Узбекская ССР
Нехорошев, Абдухамидов, Коган, Бронштейн

### Казахская АССР
Лебель, Крушинский, Атаянц, Ишамбеков, Вайнштейн; Хмелевский

## Турнирная таблица
|    | Участник             | 1  | 2  | 3  | 4  | 5  | 6  | 7  | 8  | 9  | 10 | 11 |  | Очки | Место |
| -- | -------------------- | -- | -- | -- | -- | -- | -- | -- | -- | -- | -- | -- |  | ---- | ----- |
| 1  | Белорусская ССР      |    | 3½ | 3  | 1½ | 3  | 4  | 4½ | 4  | 2½ | 4  | 4  |  | 34½  | 1     |
| 2  | Москва               | 1½ |    | 2  | 2  | 2½ | 3½ | 2  | 3  | 4  | 5  | 5  |  | 30   | 2—3   |
| 3  | Ц.-Пром. область     | 2  | 3  |    | 3  | 3½ | 1½ | 3½ | 1½ | 4  | 5  | 3½ |  | 30   | 2—3   |
| 4  | Ленинград            | 3½ | 3  | 2  |    | 2½ | 2  | 4  | 2  | 3  | 4  | 3½ |  | 29½  | 4—5   |
| 5  | Сев.-Зап. область    | 2  | 2½ | 1½ | 2½ |    | 3  | 1½ | 3½ | 4  | 4  | 5  |  | 29½  | 4—5   |
| 6  | Украинская ССР       | 1  | 1½ | 3½ | 3  | 2  |    | 2  | 3½ | 3½ | 4  | 5  |  | 29   | 6     |
| 7  | Азербайджанская ССР  | ½  | 3  | 1½ | 1  | 3½ | 3  |    | 3½ | 3  | 4  | 5  |  | 28   | 7     |
| 8  | Ц.-Чернозем. область | 1  | 2  | 3½ | 3  | 1½ | 1½ | 1½ |    | 2  | 4  | 3½ |  | 23½  | 8     |
| 9  | Уральская область    | 2½ | 1  | 1  | 2  | 1  | 1½ | 2  | 3  |    | 3½ | 3½ |  | 21   | 9     |
| 10 | Узбекская ССР        | 1  | 0  | 0  | 1  | 1  | 1  | 1  | 1  | 1½ |    | 4  |  | 11½  | 10    |
| 11 | Казахская АССР       | 1  | 0  | 1½ | 1½ | 0  | 0  | 0  | 1½ | 1½ | 1  |    |  | 8    | 11    |